# يوهان عليوات
يوهان عليوات من مواليد 22 يناير 1993 بإيستر، هو لاعب اتحاد الرغبي جزائري دولي يلعب كلاعب صف ثاني لفريق بياريتز أوليم.
بطل فرنسا المأمول في عام 2013 مع مونبلييه هيرولت للرجبي.